# Caso Swann v. Charlotte-Mecklenburg Board of Education
Swann v. Charlotte-Mecklenburg Board of Education (1971), foi um caso da Suprema Corte dos Estados Unidos que analisou a constitucionalidade de ações governamentais para diminuir os efeitos da segregação racial nas escolas públicas de forma geral e, mais especificamente, do arrumar meios de transporte estudantes afro-americanos com o objetivo de promover a integração nas escolas públicas (pratica conhecida nos Estados Unidos como busing). A corte decidiu por unanimidade que o busing era um remédio apropriado para sanar a questão do desequilíbrio racial nas escolas, mesmo quando este era causado pela predominância de um determinado grupo étnico na população que vivia próxima da escola e não por causa de medidas segregacionistas. Essas medidas foram feitas para assegurar que as escolas seriam "apropriadamente" integradoras e que todos os estudantes teriam oportunidades educacionais iguais mesmo sendo de raças diferentes.